# SiTech
SiTech – dawny chiński producent elektrycznych samochodów osobowych, z siedzibą w Changchun, działający w latach 2018–2020. Należał do chińskiego konernu FAW Group.

## Historia
W kwietniu 2018 roku podczas Beijing Auto Show chiński koncern motoryzacyjny FAW Group zaprezentował nową markę przeznaczoną do produkcji i sprzedaży miejskich samochodów elektrycznych. SiTech powstało jako odpowiedź na takie lokalne inicjatywy, jak Dearcc czy Ora. Pierwszym modelem SiTech został niewielki hatchback DEV10, który po premierze wiosną 2018 roku trafił do sprzedaży w trzecim kwartale tego samego roku z przeznaczeniem wyłącznie na wewnętrzny rynek chiński. W styczniu 2019 roku producentowi udało się sprzedaż pierwsze 4000 sztuk DEV10. Wyniki firmy nie spełniły jednak długoterminowych oczekiwań, znikając z rynku zaledwie po 2 latach, z końcem 2020 roku.

## Modele samochodów

### Obecnie produkowane
- DEV1 (2018–2020)
- AEVS (2020)